# Кирилин Лоуренс, Луиза де
Луиза де Кирилин Лоуренс (англ. Louise de Kiriline Lawrence; урождённая Флаш (Флак; швед. Flach); также известна как Луиза Оскаровна Кирилина; 30 января 1894 ― 27 апреля 1992) ― шведская и канадская натуралистка, писательница и медсестра. 

## Биография
Родилась 30 января 1894 года в Швеции.
Прошла медсестринские курсы и во время Первой мировой войны работала в госпитале датского Красного Креста. Там она встретила русского офицера, лейтенанта Глеба Кирилина, и вышла за него замуж в 1918 году. Кирилин вернулся в Россию, чтобы принять участие в гражданской войне на стороне белых. Она последовала за своим супругом. Вскоре он попал в плен к красным и был расстрелян. Она не знала о его судьбе и пыталась разыскивать его, параллельно продолжая работать медсестрой. В 1927 году эмигрировала в провинцию Онтарио, Канада и продолжила там ту же работу.
В 1935 году отошла от медицинской работы и поселилась в домике в северном Онтарио. Познакомилась с Леонардом Лоуренсом, плотником по профессии, и вышла за него замуж в 1939 году. К этому году она начала новую карьеру как орнитолог и писатель-натуралист. Она стала известна своим исследованием красноглазого виреона, в ходе которого выяснилось, что эта певчая птица способна произвести 22,197 различных позывок за один день. Де Кирилин Лоуренс проделала большую часть своей научной работы на своём участке, расположенном за пределами города Норт Бэй, Онтарио.
Она была избранным членом Американского союза орнитологов и получила степень магистра права от Лаврентийского университета в 1970 году.